# Lodovico Guicciardini
Lodovico Guicciardini (Firenze, 19 agosto 1521 – Anversa, 22 marzo 1589) è stato uno scrittore e mercante italiano, che trascorse la maggior parte della sua vita ad Anversa.

## Biografia

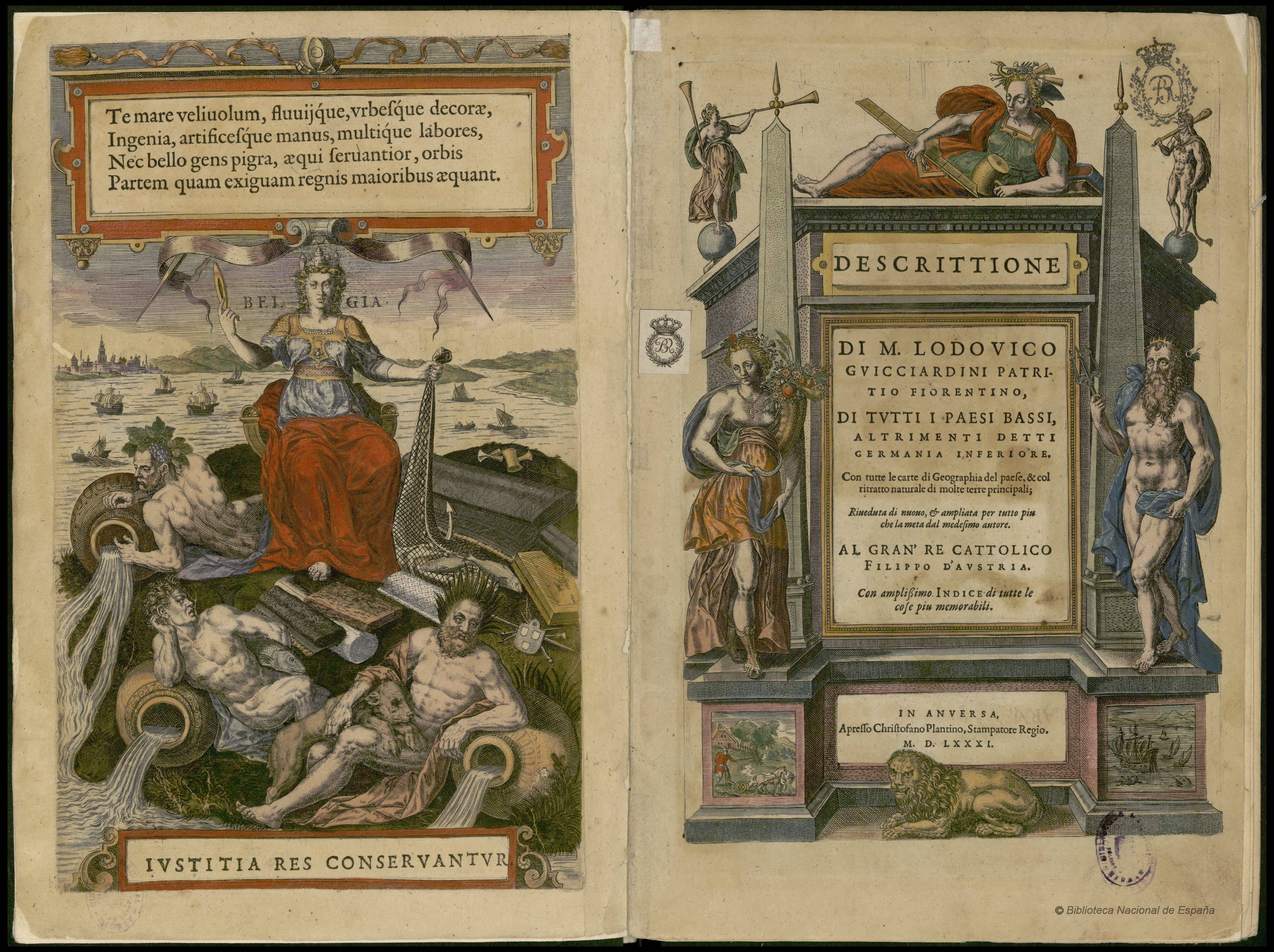
Frontespizio di Descrizione di tutti i Paesi Bassi, 1581

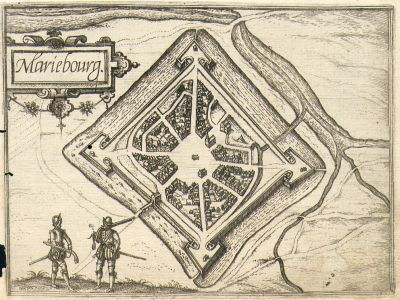
Piazzaforte di Mariembourg, 1582. Incisione su carta vergata a mano di Lodovico Guicciardini nell'edizione del 1613 di Discrittione di tutti i Paesi Bassi.

La sua opera più famosa, la Descrittione di Lodovico Guicciardini patritio fiorentino di tutti i Paesi Bassi altrimenti detti Germania inferiore (1566). Pubblicato in inglese nel 1593 col titolo The Description of the Low Countreys, è un resoconto molto influente della storia dell'arte nei Paesi Bassi.
Lodovico era discendente di Francesco Guicciardini. Fu sepolto nella cattedrale di Anversa.